# ダイレクトオーバーライト
ダイレクトオーバーライトとは、光磁気ディスクなどにおいてデータを書き換える際に、以前のデータを消去せずそのまま上書きする技術のこと。オーバーライトとも呼ばれる。
とくに、初期の光磁気ディスクでは消去・書き込み・検証の3工程を別々に行っていたために、物理的なデータ転送速度が低かった。これを解決する方法がこのダイレクトオーバーライトで、書き換え処理を書き込み・検証の2工程に減らすことに成功し、転送速度を向上できた。
ハードディスクなど一部の記憶装置はダイレクトオーバーライトがあたりまえであるため、この用語を用いることはない。